# Menhir von Strenznaundorf
Der Menhir von Strenznaundorf ist möglicherweise ein vorgeschichtlicher Menhir bei Strenznaundorf, einem Ortsteil von Könnern im Salzlandkreis, Sachsen-Anhalt.

## Lage
Nach Waldtraut Schrickel steht der Stein in der Nähe des Feldwegs nach Trebnitz, jenseits der Bahnstrecke zwischen Könnern und Belleben.

## Beschreibung
Der Stein besteht aus Braunkohlenquarzit und hat eine Höhe von 1,5 m, eine Breite von 1,3 m und eine Dicke von 0,7 m. Bei der Untersuchung von Waldtraut Schrickel im Jahr 1957 stand er aufrecht und war völlig von einer Hecke überwachsen. Bearbeitungsspuren konnten nicht festgestellt werden. Schrickel hielt die Einordnung als Menhir für nicht gesichert. Hans-Jürgen Beier führte den Stein 1991 noch als erhalten und ordnete ihn auch nur als vermutlichen Menhir ein. Ob der Stein heute noch existiert, ist unklar; im Denkmalverzeichnis des Landes Sachsen-Anhalt von 2016 wird er nicht aufgeführt.
Funde aus der Umgebung des Steins stammen aus der Eisenzeit und dem Mittelalter.